# Joe Johnson (cầu thủ bóng đá người Anh)
Joseph Johnson là một cầu thủ bóng đá người Anh thi đấu ở Football League cho Grimsby Town.